# 1-й армейский корпус (Российская империя)
1-й армейский корпус — общевойсковое оперативное соединение (армейский корпус) Русской императорской армии. Штаб-квартира — Санкт-Петербург.
В литературе также применялось наименование — I-й армейский корпус, I армейский корпус.

## История
Сформирован 19 февраля 1877 года в составе 22-й, 24-й, 37-й пехотных дивизий и 1-й кавалерийской дивизии.

## Состав
На 1890 год имел в составе:
- управление (штаб)
- три пехотные дивизии;

По состоянию на 1 июля 1903 г. корпус имел следующий состав:
- управление (штаб)
- 22-я пехотная дивизия
- 37-я пехотная дивизия
- 50-я пехотная резервная бригада.

До начала Великой войны входил в Петербургский военный округ. Состав на 18 июля 1914 года:
- управление (штаб)
- 22-я пехотная дивизия
- 24-я пехотная дивизия
- 1-й мортирно-артиллерийский дивизион (корпусная артиллерия)
- 1-й сапёрный батальон
- 7-й понтонный батальон
- 1-я искровая рота

## Боевой путь

### 1-й корпус в сражениях в Восточной Пруссии в 1914—1915 гг.
В результате разведки к 12/25 августа 1914 года были получены точные данные о наращивании сил неприятеля в районе Гильгенбурга — Лаутенбурга с целью нанесения главного удара левому флангу 2-й русской армии (силам I-го русского корпуса). Генерал Самсонов и командиры центральных корпусов пришли к пониманию о необходимости немедленного поворота фронта 2-й русской армии на запад для атаки противника, угрожающему левому флангу армии. Однако, все обоснованные доводы Главнокомандующий войсками Северо-Западного фронта генерал Жилинский отверг и резким окриком из штаба фронта приказал центральным корпусам продолжить наступление : «…видеть противника там, где его нет — трусость, а трусить я не позволю генералу Самсонову». Командующий 2-й русской армией принимает «странное решение» и направляет XV и XIII корпуса для захвата Алленштайна. Приказ «уклоняет операционную линию армии к востоку по сравнению с направлением на Алленштайн — Остероде, с таким трудом выторгованным у генерала Жилинского». I корпус, обеспечивающий тыл армии, в составе двух пехотных дивизий при 14 батареях вынужден был растянуть свой фронт почти на 25 верст к северу от Уздау и далее вслед за уходящей от него 2-й пехотной дивизии. Благодаря необдуманным директивам генерала Жилинского и действиям генерала Самсонова, вместо сосредоточения, 2-я русская армия была разведена «веером» на фронте в 120 верст в дни решительного сражения (Битва при Танненберге) с 8-й германской армией.
 Германская 8-я армия подводилась к полю сражения в двух группах : южная силой 8 с половиной пехотных дивизий направлялась для удара в левый фланг и тыл армии Самсонова, северная 4 с половиной пехотных дивизий направлялась на Бишофсбург для нанесения отдельного поражения изолированному VI русскому корпусу
.
Вечером 12/25 августа Гинденбург отдал приказ о наступлении 13/26 августа I-го немецкого армейского корпуса и правого фланга XX немецкого корпуса на правый фланг I-го русского корпуса с целью «открыть двери для дальнейшего движения на Нейденбург». 12/25 августа командир I-го корпуса генерал Артамонов донес в штаб фронта о наступлении немцев со стороны Лаутенбурга. Утром 13/26 августа началось наступление немцев на всем фронте. На правом фланге 1-го корпуса действовала 2-я пехотная дивизия XXIII корпуса. Следуя директивам штаба Северо-Западного фронта, 13/26 августа 2-я пехотная дивизия двумя колоннами выступила в направлении на Рейхенау (de:Rychnowo (Grunwald)) и оказалась «разбросанной» на фронте 10 верст. Попав под «жесточайший огонь во много раз превосходящей немецкой артиллерии», дивизия понесла огромные потери и отступила. На следующий день остатки дивизии отошли к Нейденбургу. В результате, правый фланг 1-го русского корпуса у Уздау «повис в воздухе», немцам был открыт путь от Гильгенбурга на Нейденбург. К вечеру 13/26 августа, ввиду усиливающего «сильного напора» немцев, правый фланг и центр I-го русского корпуса были отведены на одну версту к северу от Уздау. Следуя приказу Гинденбурга, утром 14/27 августа немцы открыли массированный артиллерийский огонь по расположению 24-й пехотной дивизии. Пехота 24-й дивизии «геройски держалась на позиции». Дивизионная артиллерия при малейшей возможности оказывала поддержку пехоте. Однако, неравенство в артиллерии было очевидным. Выявился охват немцами правого фланга 24-й пехотной дивизии. Немецкая артиллерия начала поражать расположения русских фланкирующим огнём. Около 11 часов утра «пехота не выдержала и начала отступать на Сольдау». Вслед за разгромленным у Уздау правым флангом 24-й пехотной дивизии начался отход левого фланга дивизии, что в свою очередь вызвало отход 22-й пехотной дивизии, которая дралась у Хайнрихсдорфа. К вечеру 14/27 августа остатки «деморализованного» I-го русского корпуса собирались южнее Сольдау: на дороге из Сольдау в Млаву. Гинденбург добился желаемого: I-й русский корпус был выдавлен за Сольдау, а I-й немецкий корпус получил возможность наступления в «распахнутые двери» — в тыл центральным корпусам 2-й русской армии. Однако, быстрого наступления немцев не последовало: «штаб 8 -й немецкой армии был под впечатлением доблестных боев русского XV корпуса и частей 2-й пехотной дивизии (была разбита 41-я немецкая пехотная дивизия) и строил себе страшные картины». Тем не менее, Главнокомандующий войсками Северо-Западного фронта генерал Жилинский пребывал в «олимпийском» спокойствии, медлил с принятием каких-либо решений. Только вечером 16/29 августа из Млавы для спасения центральных корпусов 2 -й армии в направлении к Нейденбургу выступил сборный отряд под общим командованием генерала Сирелиуса (назначен командиром I-го русского корпуса) в составе двух полков 3-й гвардейской дивизии и 7-ми батальонов 6-ю батареями. Кроме этого, отряду была придана бригада 6-й кавалерийской дивизии. Днём 17/30 августа войска генерала Сирелиуса заняли Нейденбург. Развертывание I-го русского корпуса происходило беспорядочно:
 если бы наступление на Нейденбург отряда генерала Сирелиуса совершилось бы утром предыдущего дня, оно совпало бы с боем частей XV-го корпуса и 2-й пехотной дивизии у Грюнфлиса и Лана. Несомненно, результатом было бы спасение частей генерала Мартоса и генерала Клюева, а, может быть, и окружение частей I-го германского корпуса, торопливо продвинувшихся по шоссе Нейденбург-Мушакен-Вилленберг
.
Вечером 18/31 августа генерал Сирелиус получил приказ Жилинского об отступлении «в независимости от достигнутых успехов». Военный историк Головин Н. Н. отмечал, что нажим «I-го русского корпуса в районе Мушакена спас бы ещё многих героев, пытавшихся выйти из леса». Впоследствии генерал Сирелиус за выполнение данного приказа был отстранён от командования корпусом. В то же время великий князь Николай Николаевич, обладавший полководческим даром и назначенный Царём на должность Верховного Главнокомандующего Русской Армии, был устранён от вмешательства в действия Жилинского (до 16/29 августа 1914 года). Новое Положение «О полевом управлении войск», написанное с учётом вступления Царя в должность Верховного, вносило существенные ограничения на деятельность последнего: Главнокомандующий попадал в «зависимость от Военного министра Сухомлинова и командующих фронтами».

Ещё большее преступление генерал Артамонов совершил 14/27 августа 1914 года, командуя 1-м армейским корпусом во 2-й армии генерала Самсонова. Корпус генерала Артамонова обеспечивал у Сольдау левый фланг 2-й армии. В этот день, 14 августа, генерал Артамонов лично доложил генералу Самсонову по телефону, что его корпус «стоит, как скала» и что командующий армией «может на него вполне полагаться», а сам через 10 минут отдал приказ об отходе всего корпуса, не сообщив ничего об этом генералу Самсонову (взято из книги полковника Богдановича «Вторжение в Восточную Пруссию» стр. 144—145, расследование комиссии генерал-адъютанта Пантелеева о причинах гибели 2-й армии).— Лагерный сбор 1907 года (Из писем М. В. Алексеева)
Корпус участвовал в Ковельской операции летом 1916 г. и в Летнем наступлении 1917 г.

## Командование корпуса

### Командиры корпуса
- 19.02.1877 — 19.01.1888 — генерал-адъютант генерал-лейтенант (с 30.08.1882 генерал от инфантерии) князь Барклай-де-Толли-Веймарн, Александр Петрович
- 19.01.1888 — 26.05.1896 — генерал-лейтенант (с 30.08.1892 генерал от инфантерии) Данилов, Михаил Павлович
- 26.05.1896 — 19.12.1905 — генерал-лейтенант (с 06.12.1898 генерал от кавалерии, с 06.05.1902 генерал-адъютант) барон Мейендорф, Феофил Егорович
- 19.12.1905 — 06.11.1906 — генерал-лейтенант Иванов, Николай Иудович
- 09.11.1906 — 08.06.1908 — генерал-лейтенант (с 13.05.1908 генерал от инфантерии) барон Зальца, Антон Егорович
- 08.06.1908 — 11.03.1911 — генерал-лейтенант (с 06.12.1910 генерал от артиллерии) Никитин, Владимир Николаевич
- 17.03.1911 — 18.08.1914 — генерал-лейтенант (с 14.04.1913 генерал от инфантерии) Артамонов, Леонид Константинович
- 18.08.1914 — 30.08.1914 — генерал-лейтенант Сирелиус, Леонид-Отто Оттович
- 06.10.1914 — 13.04.1916 — генерал-лейтенант (с 27.09.1915 генерал от инфантерии) Душкевич, Александр Александрович
- 18.04.1916 — 14.08.1916 — генерал-лейтенант Гаврилов, Василий Тимофеевич
- 14.08.1916 — 02.03.1917 — генерал-лейтенант (с 06.12.1916 генерал от артиллерии) Булатов, Николай Ильич
- 02.03.1917 — 02.06.1917 — генерал-лейтенант Лукомский, Александр Сергеевич
- 15.06.1917 — хх.хх.хххх —  генерал-майор (с 23.08.1917 генерал-лейтенант) Болховитинов, Леонид Митрофанович

### Начальники штаба корпуса
- 24.02.1877 — 15.05.1883 — генерал-майор Глиноецкий, Николай Павлович
- 19.05.1883 — 10.01.1894 — генерал-майор Тилло, Алексей Андреевич
- 27.01.1894 — 01.03.1900 — генерал-майор Андреев, Михаил Семёнович
- 30.04.1900 — 12.01.1904 — генерал-майор фон Поппен, Георгий Васильевич
- 10.02.1904 — 08.11.1904 — генерал-майор Лашкевич, Николай Алексеевич
- 12.11.1905 — 12.09.1908 — генерал-майор Бринкен, Александр Фридрихович
- 20.09.1908 — 27.09.1914 — генерал-майор Ловцов, Сергей Петрович
- 02.10.1914 — 25.04.1917 — генерал-майор Новицкий, Фёдор Фёдорович
- 28.04.1917 — xx.xx.xxxx — полковник Хвощинский, Георгий Николаевич

В августе 1914 во время Восточно-Прусской операции к командующему Артамонову был откомандирован исполняющий должность генерала для поручений при штабе 2-й армии полковник Крымов, Александр Михайлович.

### Начальники артиллерии корпуса
В 1910 году должность начальника артиллерии корпуса была заменена должностью инспектора артиллерии, и 24.07.1910 последний начальник артиллерии корпуса кн. В. Н. Масальский был назначен инспектором артиллерии корпуса.
С 1888 г. должность начальника / инспектора артиллерии корпуса соответствовала чину генерал-лейтенанта. Лица, назначаемые на этот пост в чине генерал-майора, являлись исправляющими должность и утверждались в ней одновременно с производством в генерал-лейтенанты.
- 19.03.1877 — 10.03.1880 — генерал-майор Свиты Е. И. В. Овандер, Яков Иванович
- 10.03.1880 — 25.07.1885[17] — генерал-майор Алексеев, Венедикт Иванович
- 19.08.1885 — 28.09.1888[18] — генерал-майор (с 30.08.1886 генерал-лейтенант) Моллер, Николай Фёдорович
- 09.12.1888 — 07.08.1892 — генерал-лейтенант Бернгардт, Владимир Андреевич
- 12.08.1892 — 30.03.1900 — генерал-майор (с 30.08.1894 генерал-лейтенант) Данилов, Алексей Николаевич
- 30.06.1900 — 17.08.1905 — генерал-лейтенант Фан дер Флит, Константин Петрович
- 23.08.1905 — 07.02.1906 — генерал-майор Мрозовский, Иосиф Иванович
- 11.04.1906 — 08.06.1908 — генерал-лейтенант Никитин, Владимир Николаевич
- 02.07.1908 — 23.01.1910 — генерал-майор герцог Мекленбург-Стрелицкий, Михаил Георгиевич
- 06.02.1910 — 18.10.1913 — генерал-лейтенант князь Масальский, Владимир Николаевич
- 18.10.1913 — 19.07.1914 — генерал-лейтенант Багговут, Иван Карлович
- 24.07.1914 — 16.04.1916 — и. д. генерал от артиллерии князь Масальский, Владимир Николаевич (повторно)
- 12.05.1916 — 05.01.1917 — генерал-майор (с 28.10.1916 генерал-лейтенант) Ивашинцов, Николай Васильевич
- 22.01.1917 — 17.10.1917 — генерал-майор (с 03.10.1917 генерал-лейтенант) Эггер, Константин Константинович
- 17.10.1917 — хх.хх.хххх — и. д. генерал-майор Гладков, Пётр Дмитриевич